# Lomisidae
Lomisidae is een familie van kreeftachtigen uit de klasse van de Malacostraca (hogere kreeftachtigen).

## Geslacht
- Lomis H. Milne Edwards, 1837